# Great Eastern Highway

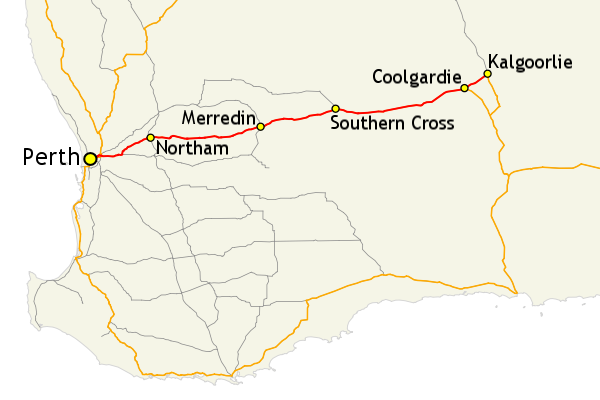
Carte du sud-ouest de l'Australie-Occidentale avec la Great Eastern Highway en rouge.

La Great Eastern Highway est une route du sud-ouest de l'Australie-Occidentale, en Australie. D'une longueur de 590 kilomètres, elle relie Perth à Kalgoorlie. C'est une voie d'accès importante à la Wheatbelt, à la Goldfields-Esperance et à l'est du pays depuis Perth.